# Alî aus Temeschwar
Alî (* 1674 in Temeschwar; † nach 1722 in Istanbul) war Siegelbewahrer des Kommandanten der Festung Temeschwar, Ca’fer Pascha. Alî verfasste seine „Chronik der Begebenheiten Ca'fer Paschas“ in Istanbul. Unter dem Namen Nakşî (dt. „Der Ornamentale“) schrieb er auch Gedichte.

## Leben
Alî war der Sohn des Großlehensträgers Mehmed. Mit 14 Jahren geriet er 1688 bei einem Soldgelder-Transport, an dem auch der damals ebenfalls sehr junge Kavallerieoffizier Osman Ağa teilnahm, in der Festung Lipova in Kriegsgefangenschaft. Sein Vater kaufte ihn vom kaiserlichen General Antonio Caraffa allerdings sofort wieder frei. Da der neue Statthalter von Temeschwar, Ca'fer Pascha, auch Büyük oder Koca (beides dt. „groß“) genannt, ein Freund von Alîs Vater war, nahm er ihn nach dessen Tod als Siegelbewahrer in seine Dienste. Dies blieb er auch bis zum Tod Ca'fer Paschas in der Schlacht bei Zenta am 11. September 1697.
Sein nächster Dienstherr war der Belgrader Statthalter Hazinedar 'Alî Pascha von 1697 bis 1700, bei dem er Kanzler war. Mit dem Statthalter von Temeschwar, Yürük Hasan Pascha, dem er als Kethüda (Präfekt) diente, kehrte er im November 1708 in seine Heimatstadt zurück. Noch vor der Einnahme der Festung durch Prinz Eugen von Savoyen (13. Oktober 1716) lebte er aber offenbar schon in Istanbul. Dort beendete er im Alter von 48 Jahren 1722 seine Chronik. Über sein weiteres Leben und seinen Tod ist nichts bekannt.

## Werk
Die „Chronik der Begebenheiten Ca'fer Paschas“ ist das Werk eines gebildeten, humorvollen Erzählers. Die Ereignisse an der Grenze zum Habsburgerreich werden ziemlich zuverlässig wiedergegeben, wobei er dennoch seinen offenbar sehr verehrten ersten Herrn ins beste Licht setzt. Deshalb sind auch die Jahre von 1688 (Beginn der Statthalterschaft) bis 1697 (Tod in der Schlacht) der wichtigste Teil seiner Chronik. Über das Privatleben, Ort und Zeit der Geburt, ob der Pascha verheiratet war oder wie er aussah, schreibt er allerdings nichts. Einige offenkundig fehlerhafte Angaben sind durch die zeitliche Distanz bis zur Aufzeichnung erklärbar. Seine Liebe zur Dichtkunst zeigt sich in vielen Koran- und persischen Verszitaten, sowie von eigenen Gedichten in der Chronik. Als Augenzeuge schildert er die Belagerung Belgrads 1693 und Peterwardeins 1694, sowie die Schlacht bei Zenta 1697 in vielen Details. Eindringlich berichtet er über die vergeblichen Warnungen Ca'fer Paschas an den Großwesir.

„Als er unserem Herrn Pascha Bericht erstattete, raufte sich dieser verzweifelt den Bart und sagte: ‚O weh, o weh, jetzt ist es soweit, dass der Ehre des Erhabenen Reiches Abbruch geschehen muss!‘ Er lud die Paschas und Ağas zu sich und als er ihnen mitteilte, dass man auf das jenseitige Ufer übersetze, wurden alle niedergeschlagen und bekümmert, weil sie diese Maßnahme als völlig verfehlt erachteten; sie wunderten sich, auf wessen Betreiben es wohl dazu gekommen war und waren ganz verstört.“

Auch gegen den Vorwurf, Ca'fer Pascha sei grausam gewesen, verteidigt er ihn mit dem Hinweis auf die Notwendigkeit dessen Vorgehens.

„Der verewigte Ca'fer Pascha nun war vor allem kein Tor, so dass er etwa Recht und Unrecht nicht hätte unterscheiden können und deshalb Grausamkeiten begangen hätte. […] Hätte da ein mit dieser schweren Aufgabe betrauter hoher Herr angesichts der Erfordernisse der Zeit, […] etwa nicht diesen oder jenen töten lassen sollen? Dass er es auf jeden Fall tun musste, ist klarer als der Sonnenschein.“